# Étienne Marie Antoine Champion de Nansouty

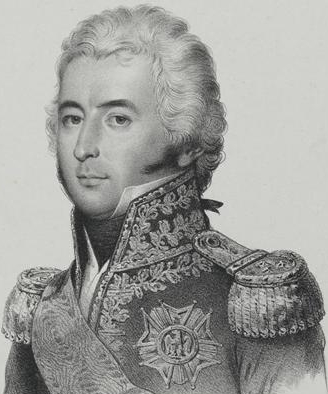

Étienne Marie Antoine Champion de Nansouty (* 30. Mai 1768 in Bordeaux; † 12. Februar 1815 in Paris) war französischer Kavallerist und Général de division.

## Leben und Wirken
Champion de Nansouty stammte aus einer traditionsreichen Offiziersfamilie des burgundischen Adels; sein Vater war Jean-Baptiste Champion de Nansouty (1718–1785), seine Mutter Antoinette Hélène Harpoiller (* 1740).
Champion de Nansouty besuchte die Militärschule von Brienne-le-Château und konnte sich dort bald auszeichnen, so dass er sich für eine weitere militärische Ausbildung an der École militaire in Paris qualifizieren konnte.
Mit 17 Jahren kam Champion de Nansouty 1785 im Rang eines Sous-lieutenant zur Infanterie. Während der Revolution konnte er zur Kavallerie wechseln und blieb dieser Truppengattung zeit seines Lebens treu. Er konnte sich bald schon auszeichnen und kam 1792 als Aide-de-camp in den Stab vom Marschall Nikolaus von Luckner.
Schon früh ein Anhänger Napoleon Bonapartes machte Champion de Nansouty auch schnell Karriere. 1799 übernahm er im Rang eines Général de brigade eine Reiterdivision in der Grande Armée. Er nahm an den Schlachten bei Austerlitz (2. Dezember 1805) und Friedland (14. Juni 1807) teil.
Nach kurzer Zeit in Frankreich und weiteren Beförderungen nahm Champion de Nansouty als Stallmeister im Generalstab an den Kriegen in Spanien und Portugal teil.
Er kämpfte bei Eggmühl (22. April 1809), Aspern (21./22. Mai 1809) und an der Spitze der Gardekavallerie entschied er die Schlacht bei Wagram (5./6. Juli 1809).
Als Napoleon seine Invasion nach Russland plante, meldete sich Champion de Nansouty wiederum freiwillig. Er nahm an den Kämpfen Ostrowno (25. Juli 1812) und Borodino (7. September 1812) teil und wurde bei letzteren mehrfach verwundet. Die Schlacht an der Beresina (26./28. November 1812) überlebte er nur knapp.
Im darauffolgenden Jahr wechselte Champion de Nansouty zur Garde impériale und führte die Kavallerie in den Kämpfen bei Dresden (26./27. August 1813), Leipzig (16./19. Oktober 1813) und Hanau (30./31. Oktober 1813). Bei letzteren Kämpfen wurde er wiederum mehrfach verwundet.
Champion de Nansouty kehrte noch im selben Jahr nach Frankreich zurück und versuchte sich trotz laufender Dienstverpflichtungen von seinen Verwundungen zu erholen. 1814 nahm er an den Schlachten bei La Rothière (1. Februar 1814), Montmirail (11. Februar 1814), Vauchamps (14. Februar 1814) und Craonne (7. März 1814) teil.
Durch seine Verwundungen schien Champion de Nansouty nicht mehr dienstfähig und in einem persönlichen Brief an Napoleon bat er um seine Demission. An der Schlacht bei Laon (9./10. März 1814) nahm er nicht mehr teil und auf Wunsch Napoleons wurde er durch General Augustin-Daniel Belliard vertreten und wenig später offiziell durch General Horace-François Sébastiani abgelöst.
Étienne Champion de Nansouty verließ die Grande Armée und ließ sich in Paris nieder. Dort starb er an den Folgen seiner Verletzungen und fand seine letzte Ruhestätte auf dem Friedhof Père-Lachaise (27. Division).

## Ehrungen
- Kommandeur der Ehrenlegion
- Ordre royal et militaire de Saint-Louis
- Orden unserer lieben Frau vom Berge Karmel
- Orden des Goldenen Adlers
- Großkreuz der Ehrenlegion
- Baron d’Émpire
- Sein Name findet sich am östlichen Pfeiler (16. Spalte) des Triumphbogens am Place Charles de Gaulle (Paris)
- Die Rue Nansouty im 14. Arrondissement von Paris ist nach ihm benannt